# Abtretungsvertrag über Kastel und Kostheim
Der Abtretungsvertrag über Kastel und Kostheim ist ein Vertrag vom 12. März 1806 zwischen Napoleon Bonaparte als Kaiser der Franzosen und dem Fürsten Friedrich August von Nassau-Usingen mit Einwilligung des Fürsten Friedrich Wilhelm von Nassau-Weilburg über die förmliche Abtretung von Kastel und Kostheim. Zweck war eine verbesserte Sicherung der damals französischen Festung Mainz.

## Hintergrund
Die gegenüber dem linksrheinischen Mainz liegenden rechtsrheinische Ortschaften Kastel und Kostheim gehörten im 18. Jahrhundert zu Kurmainz. 1792 wurden Mainz und Kastel gemeinsam als Festung von den Franzosen besetzt und in der Folge während der Belagerung von Mainz durch ein deutsches Koalitionsheer zurückerobert. Dabei wurde Kostheim zerstört. Bereits 1797 wurde mit dem Frieden von Campo Formio der Rhein als Ostgrenze Frankreichs festgelegt, damit fielen die linksrheinischen Besitzungen der Kurfürstentums Mainz mit der Stadt Mainz selbst an Frankreich. Entgegen dem Friedensschluss blieb die Zuordnung der rechtsrheinischen Festungsanlagen von Kastel umstritten, französische Truppen hielten sie weiterhin besetzt. Das Kurfürstentum Mainz bestand nunmehr, auf seine rechtsrheinischen Teile beschränkt, unter der Herrschaft des Kurfürsten Friedrich Karl Joseph von Erthal und ab 1802 unter dessen Nachfolger Karl Theodor von Dalberg zunächst nominell fort. Die endgültige Auflösung der alten Strukturen durch Exekution des Reichsdeputationshauptschlusses vom 27. April 1803 beendete die Existenz des Kurfürstentums. Die ehemals zu Mainz gehörigen Ortschaften Kastel und Kostheim fielen 1803 als Entschädigung für den Verlust linksrheinischer Gebiete an den Fürsten von Nassau-Usingen. Obwohl die Festungsanlagen von Kastel erst im Februar 1803 förmlich von den Franzosen an Nassau-Usingen abgetreten worden waren, betrieb Napoleon bereits ab September 1804 die erneute Angliederung von Kostheim und Kastel an Mainz, um die rechtsrheinischen Festungsanlagen auszubauen. Ab September 1805 wurden die Festungsanlagen von den Franzosen auf dem formell Nassau-Usingen gehörenden Gebiet hergerichtet.

## Inhalt
Der Vertrag sollte formal der Sicherheit beider Staaten dienen, baute faktisch aber einseitig französische Positionen zu Lasten des Herzogtums Nassau aus. Frankreich verstärkte die von ihm auf der linken Rheinseite gehaltene Festung Mainz, indem es sich nassauisches Territorium auf der rechten Rheinseite als Brückenkopf sicherte. Das Haus Nassau-Usingen musste dazu die gerade erst 1803 im Rahmen des Reichsdeputationshauptschlusses von Kurmainz übernommenen Gemeinden Kastel und Kostheim und die St. Petersinsel im Rhein auf der rechten Seite des Talwegs an Frankreich abtreten sowie Gemarkungen, die darüber hinaus im Umkreis von 2 km – gerechnet vom Kamm der bedeckten Wege vor den Halbmonden des Hauptwalles der Brückenfestung Kastel – lagen.
Im Gegenzug dazu garantierte Frankreich dem Haus Nassau-Usingen alle seine übrigen Besitzungen in Deutschland, so wie es sie zum Zeitpunkt des Vertragsschlusses innehatte.

## Nebenabreden
Es ist strittig, ob außerhalb dieses Vertrages von den Parteien Nebenabreden getroffen wurden. Später wurde kolportiert, dass eine geheime jährliche Rente zugunsten der Nassauer Fürsten aus der außerordentlichen kaiserlichen Domäne abgesprochen, aber nie gezahlt worden sei.

## Vertragsschluss
Der Vertrag war in drei Artikeln gefasst. Auf Seiten Nassaus unterzeichnete der nassauische Minister Ernst Franz Ludwig Marschall von Bieberstein für Friedrich August, Fürst von Nassau-Usingen, für Frankreich der französische Staatsrat Jean-Baptiste-Moïse Jollivet für Kaiser Napoleon Bonaparte. Der Vertrag wurde am 12. März von den Bevollmächtigten, am 24. März von Kaiser Napoleon, am 26. April vom Fürsten von Usingen und am 27. April von Fürst Friedrich Wilhelm von Nassau-Weilburg unterzeichnet und zum 13. Oktober 1806 vollzogen.

## Nachwirkungen
Nach dem Sturz Napoleons erklärte der Bevollmächtigte des nunmehrigen Herzogtums Nassau am 25. Oktober 1814 auf dem Wiener Kongress, „Nassau sei durch die Übermacht des damaligen Machthabers Frankreichs zu Anfange des Jahrs 1806 ohne allen Ersatz gezwungen worden, Kastel, Kostheim sowie die Rheininseln an Frankreich zu überlassen“. Dies aber blieb ohne Wirkung: Kastel, Kostheim und die St. Petersinsel fielen zusammen mit Mainz an das Großherzogtum Hessen.